# 포리루아

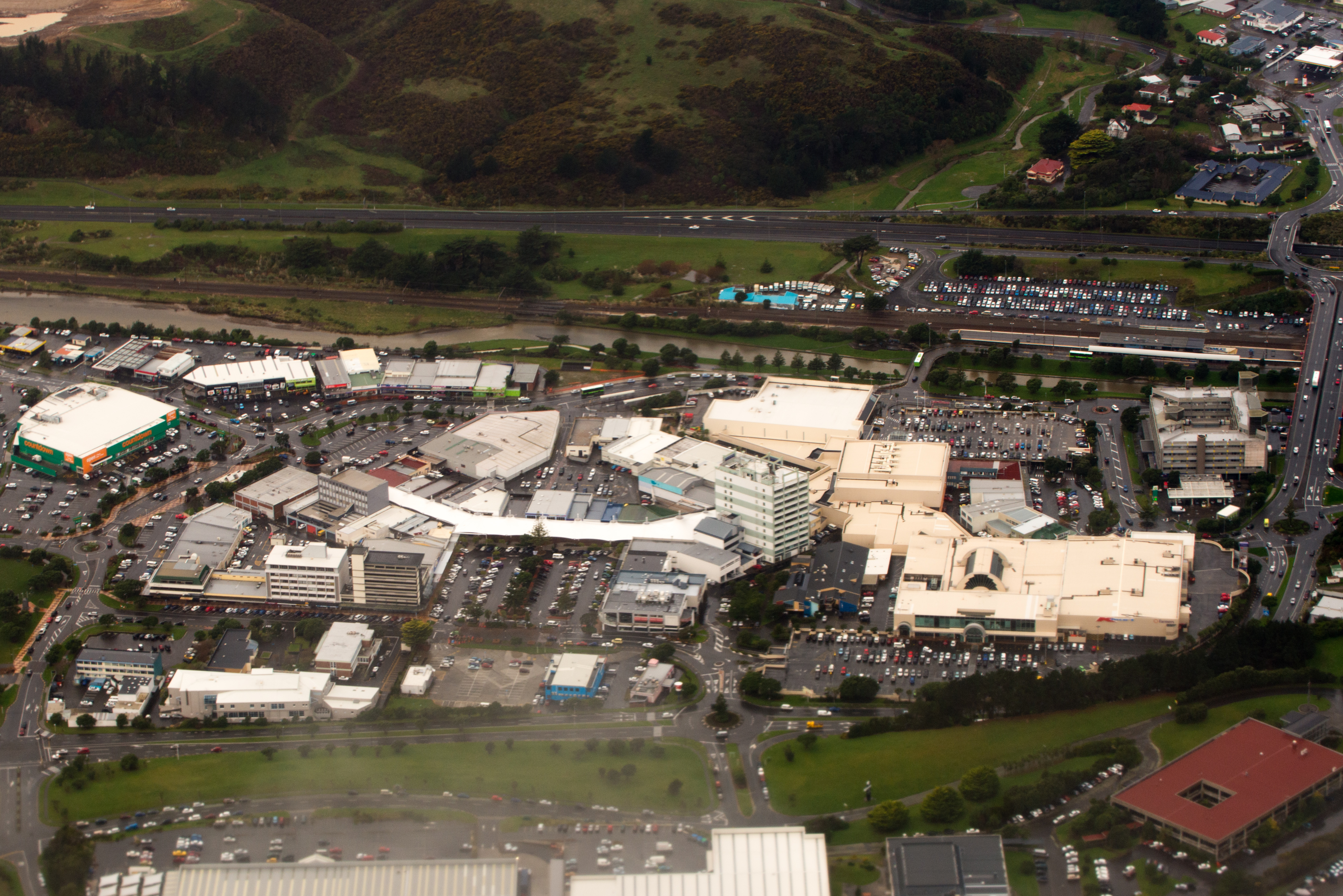

포리루아(Porirua)는 뉴질랜드 북섬 웰링턴 지방의 시이며, 웰링턴 시 바로 북쪽에 중심 업무 구역에서 20 km 떨어진 곳에 자리를 잡고 있다. 많은 인구의 비율의 시민들이 웰링턴으로 통학을 하고 있으며, 위성 도시로 간주된다. 남쪽 끝 카피티 해안에는 포리루아 항이 완전히 둘러싸고 있다. 항구의 동쪽 입구인 파우타하누이는 세계적인 가치를 지닌 강 하구이다. 전체 인구는 2010년 7월을 기준으로 52,000명이다.

## 역사
포리루아라는 이름은 마오리어에서 유래되었다. "두 갈래 파도"라는 의미로 포리루아 항에 있던 두 개의 부두에서 유래되었다. 이 이름은 19세기 북서 해안의 웰링턴 항에 있는 카이화라화라에서 포리루아 항까지 뻗은 땅을 등록할 때 지어졌다. 카이화라화라에서 나이오와 칸달라 방변으로 연결되는 언덕길은 여전히 오울드 포리루아 로로 부른다. 19세기에 항구에 페리 운항으로 일부 유럽 정착민들이 정착을 하여 성장하였다. 당시에도 일부 마오리인들이 거주를 하고 있었다.

## 인구
| 연도  | 인구   | ±% p.a. |
| ----- | ------ | ------- |
| 2006  | 48,546 | —       |
| 2013  | 51,717 | +0.91%  |
| 2018  | 56,559 | +1.81%  |
| 출처: |        |         |

## 자매도시
- 오스트레일리아 블랙타운
- 영국 휘트비
- 중국 양저우
- 일본 니시오시

## 같이 보기
- 어퍼헛
- 로어헛
- 웰링턴